# بادوكا

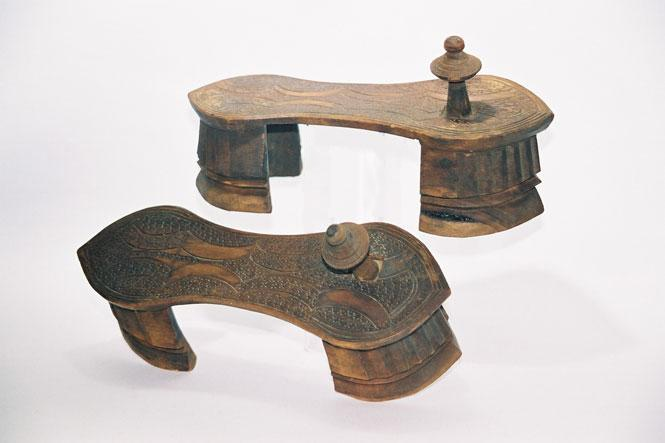
وكان وضع البادوكا مع كعب عالي وهو جزء من تجهيز العزوس في الهند.

البادوكا هو اسم أقدم أحذية الهند وأكثرها جاذبية. هو يشبه القبقاب هو نعل سميك بمقبض يدخل بين إصبعي القدم الكبير والثاني.
إنه موجود في مجموعة متنوعة من الأشكال وميصنع من مواد مختلفة في جميع أنحاء الهند. قد تكون مصنوعة على شكل أقدام فعلية، أو سمكة، على سبيل المثال. ؤتستخدم في صناعته الخشب أوالعاج وحتى الفضة. يتم تزيينه، في بعض الأحيان، بشكل متقن وجذاب. بالإضافة لتجهيز العروس، يمكن أيضًا تقديمها كعطاءات دينية أو أن تكون هي نفسها موضع تبجيل.
يمكن لعامة الناس ازتداء البودوكات الخشبية البسيطة، إلا أن المصنوع منها من خشب الساج الرائع أوخشب الأبنوس أوخشب الصندل، والمطعمة بالعاج أو الأسلاك تدل على مكانة مرتديها العالية.
اليوم يرتدي أحذية البادوكا بشكل عام رجال الدين ذو المكانة العالية والقديسين الهندوسيين والبوذيين واليهانيين. وترتبط أهميتها في الهندوسية بملحمة رامايانا. يمكن أن يشير مصطلح «البادوكا» أيضًا إلى آثار الآلهة والقديسين الموقرين.
وتعني البادوكا، أيضًا، آثار أقدام الشخصيات الإلهية مثل فيشنو وشيفا والأيقونات الدينية الأخرى التي تُعبد بهذا الشكل الرمزي في المنازل وأيضًا في المعابد المبنية لهذا الغرض. أحد هذه المعابد هو فيشنوباد ماندير في جايا، الهند. وبالمثل، تُعبد آثار أقدام بوذا تحت شجرة بودي في بوده غايا.
وهو أيضا رمز ملكي في ماليزيا. تشير عبارة «سير بادوكا» إلى «صاحب الجلالة»، وهو اللقب الذي يُمنح تكريمًا لكبار الشخصيات في البلاط الماليزي لمساهمتهم البارزة في تحسين البلاد.

## التسمية

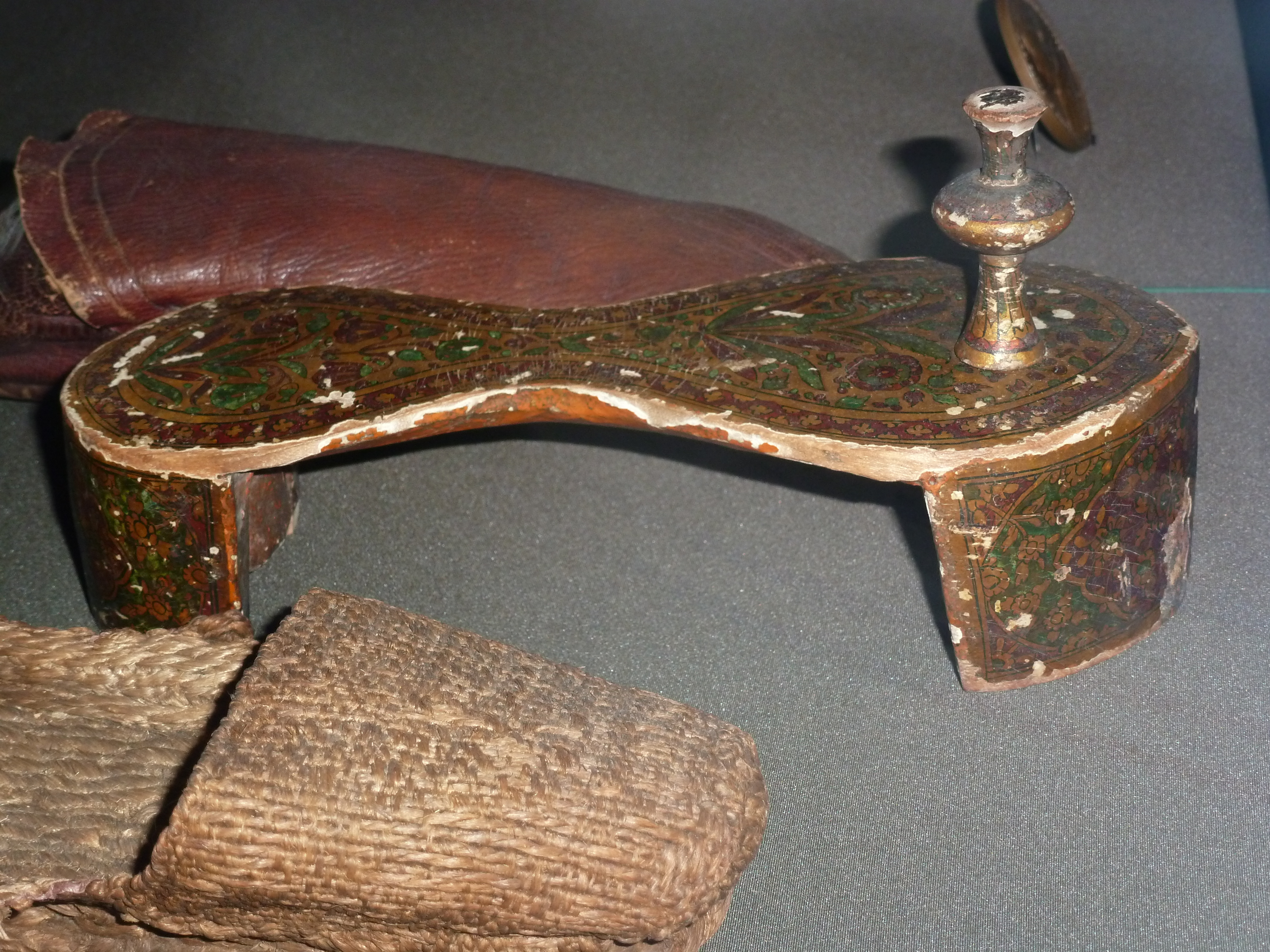
البادوكا الهندية المطلية التي جمعها هانز سلون (1660–1753) الآن في مجموعة المتحف البريطاني

الكلمة السنسكريتية بادوكا مشتقة من بادا هوتعني «القدم». تمت صياغة هذه المصطلحات لتعريف الأحذية الهندية القديمة النموذجية.

## تبجيل

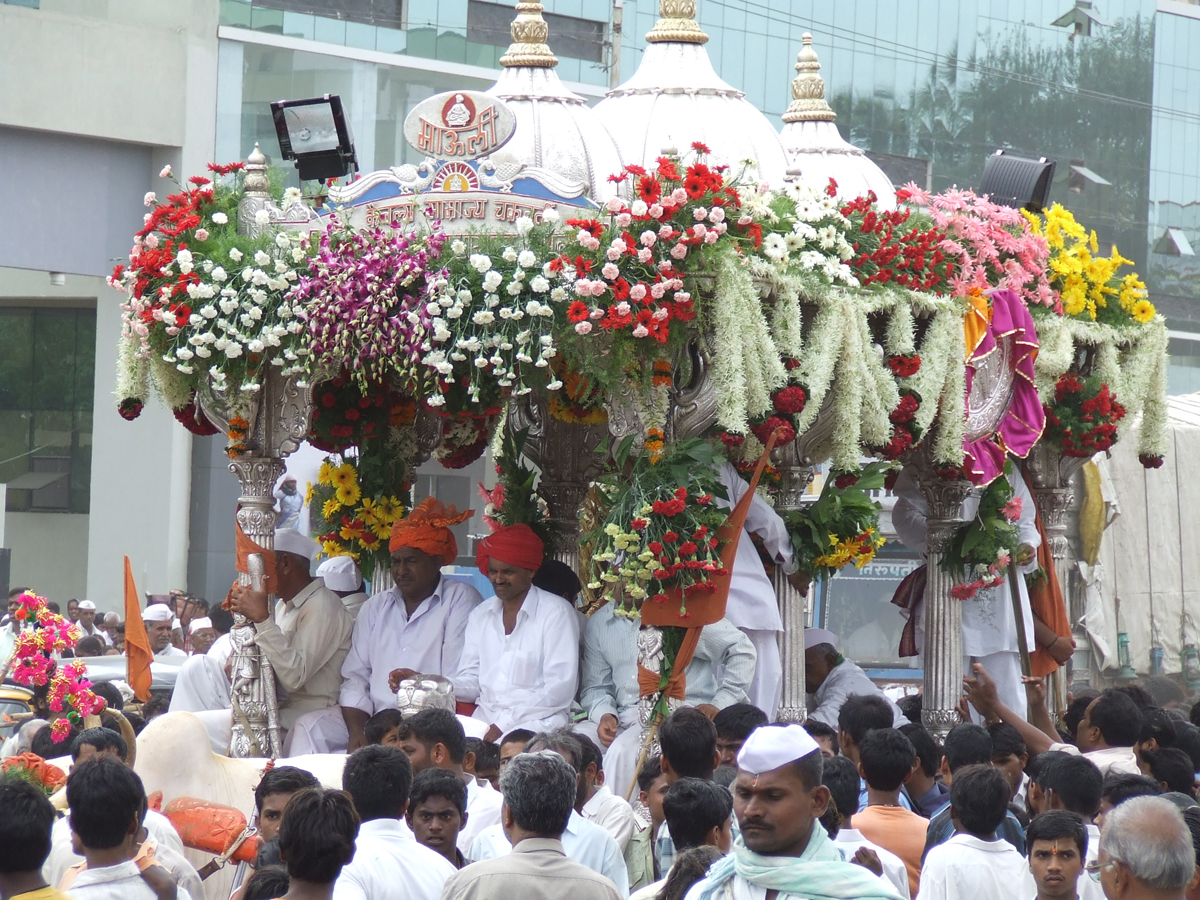
بادوكا القديس دنيانيشوار محمول على نعش مغطى فوق عربة فضية يجرها ثور في موكب من الاندي إلى بانهابور.

تهدى البادوكا، في أغلب الأحيان، كجز" من مهر العروسات. يعبدونهم ويُعتبرون أيضًا بمثابة عروض نذرية من المؤمنين المخلصين.
في مهرجان مرتبط بإلإله فيثوبا الهندوسي يسافر الحجاج إلى مقامه في بلده باندهربور حاملين بدوكا القديسين من الفضة.

## معرض صور

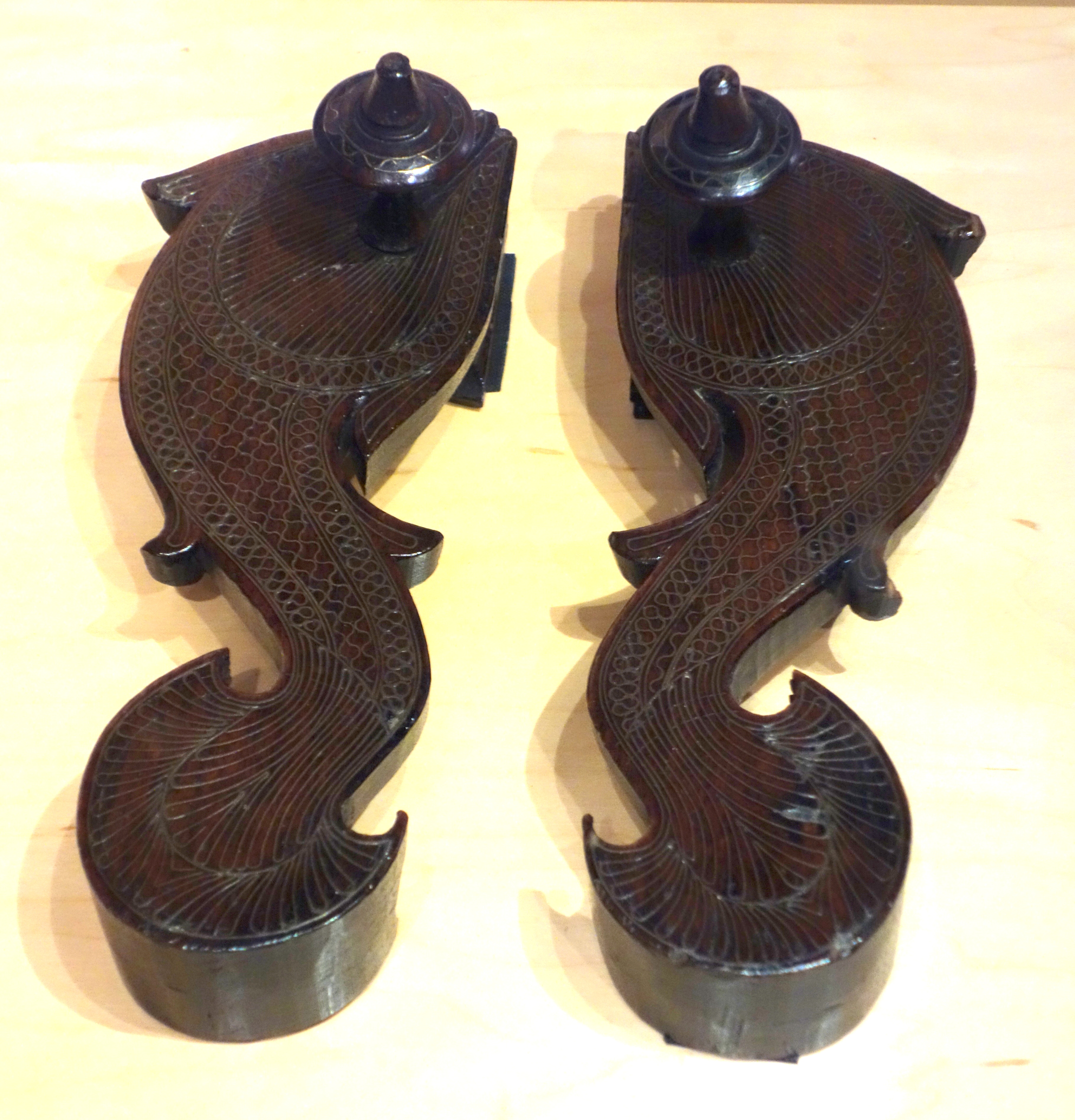
Paduka at exhibit in the متحف باتا للأحذية
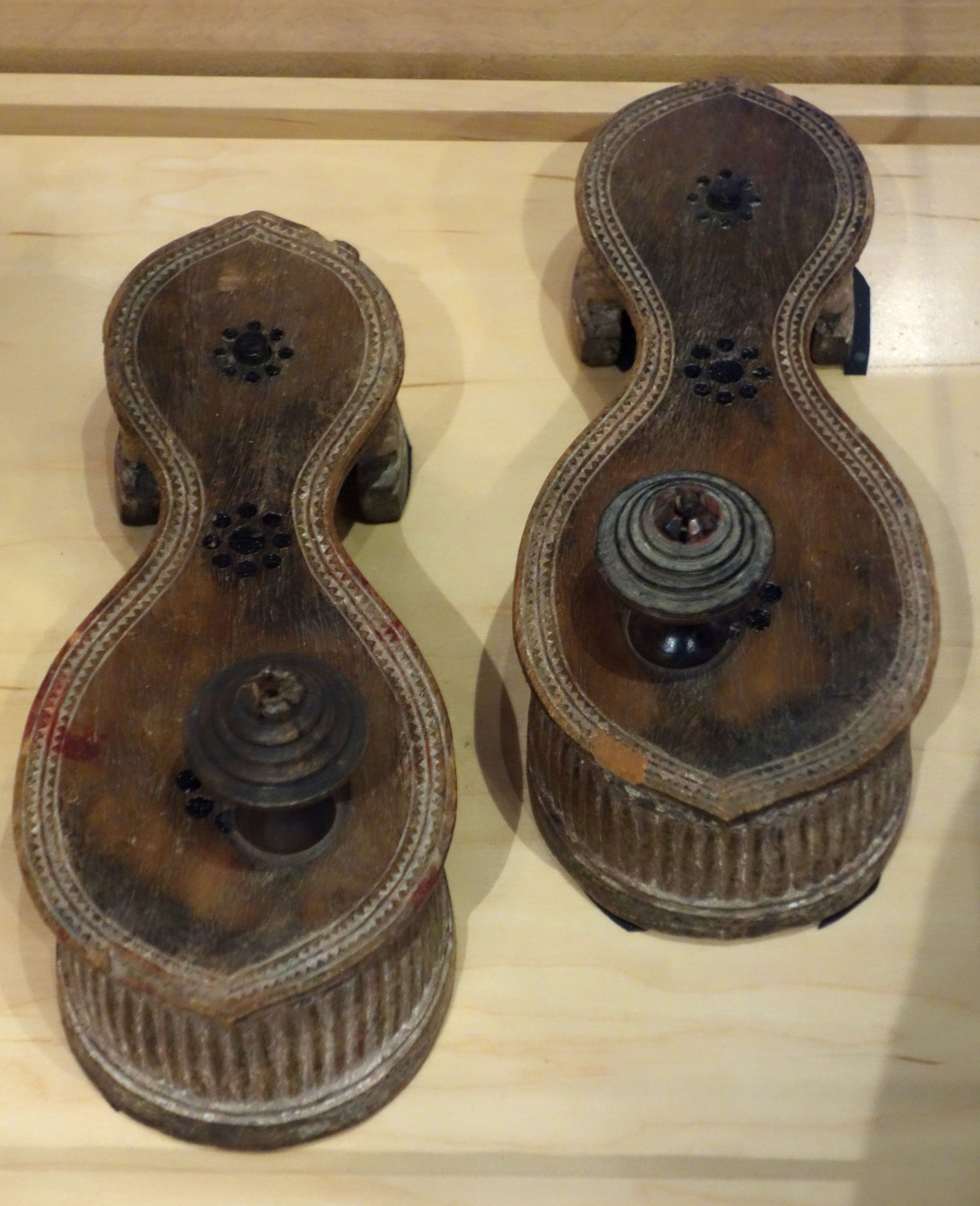
Exhibit in the Bata Shoe Museum
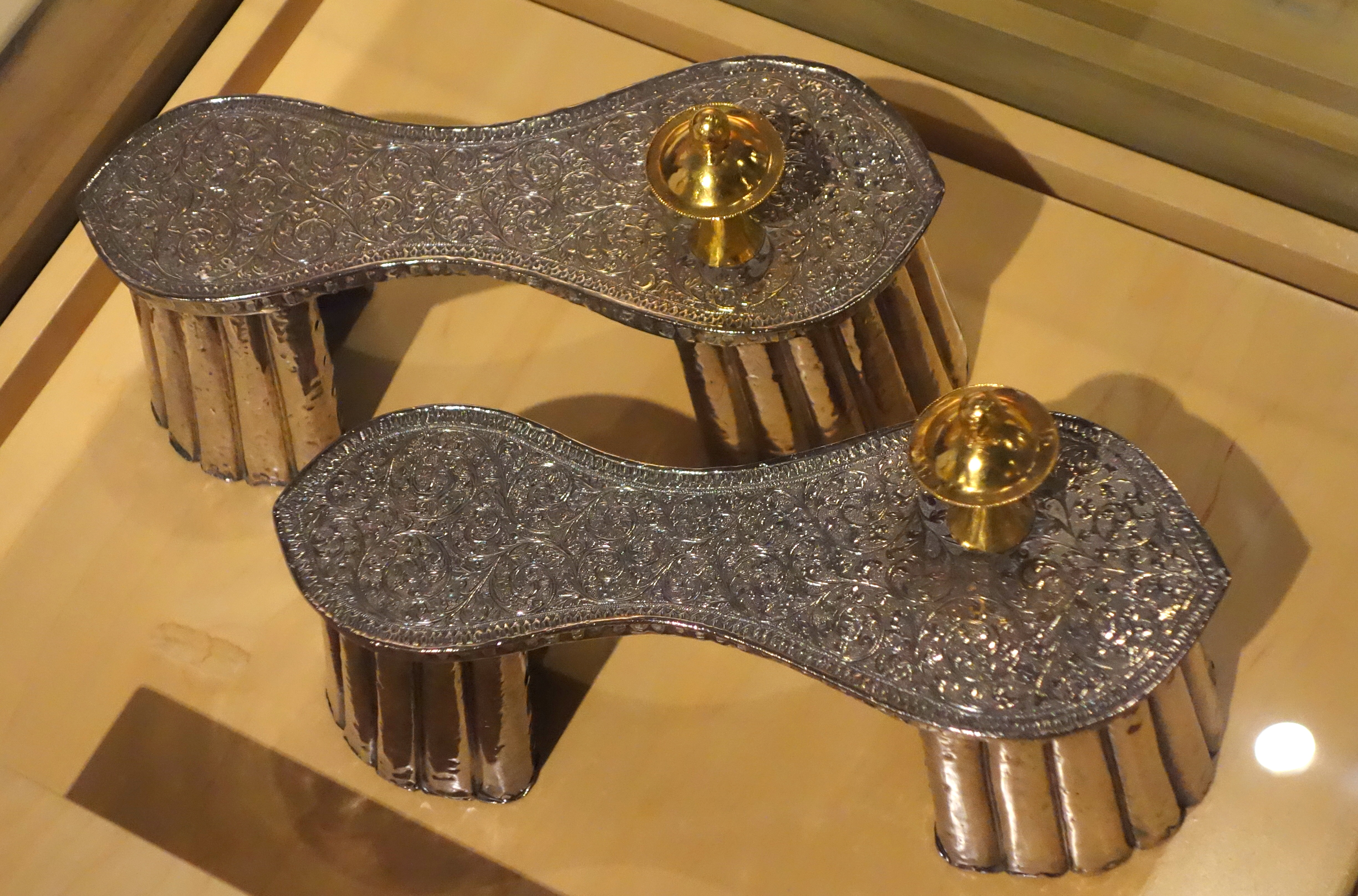
Silver paduka, Bata Shoe Museum
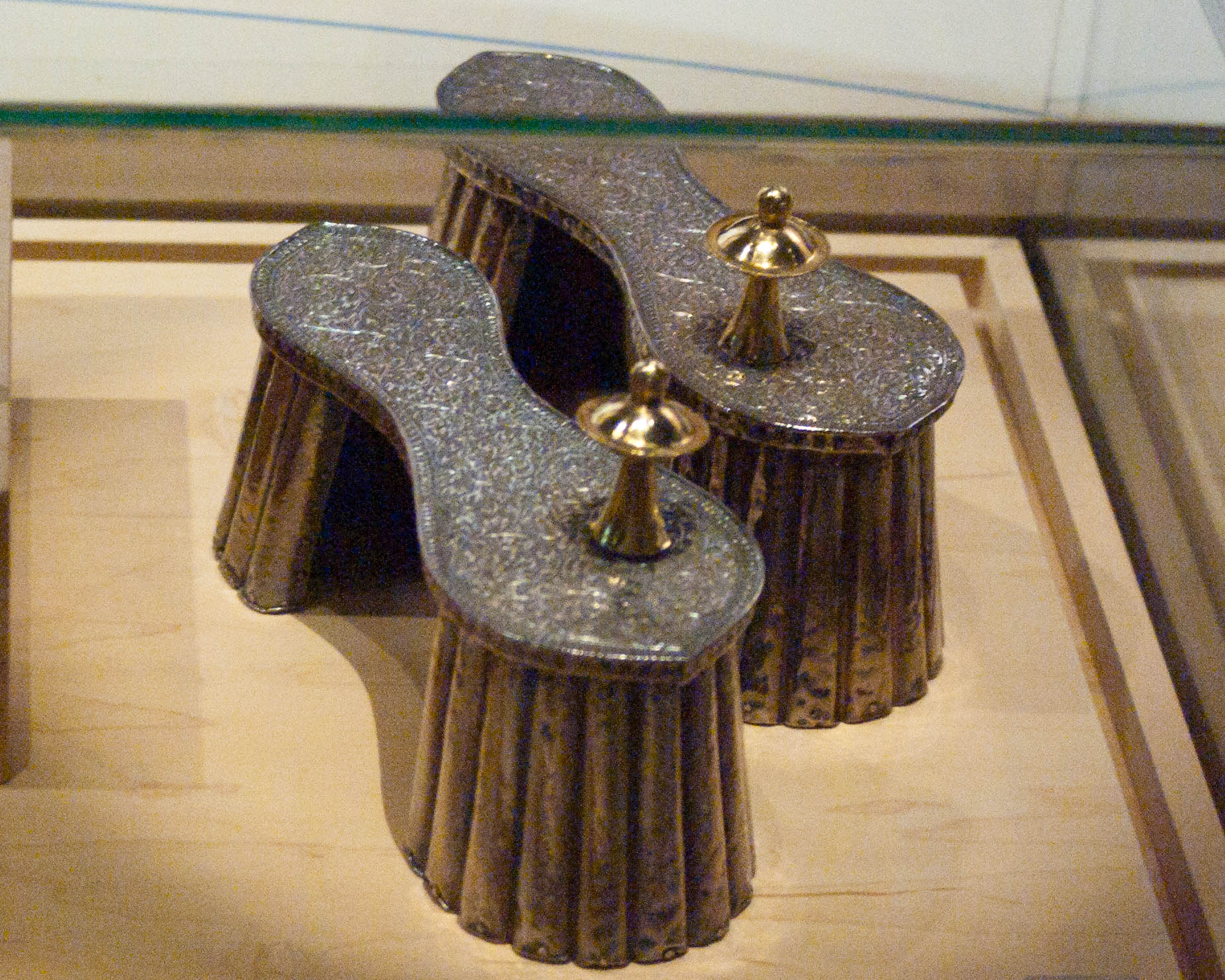
Silver paduka, Bata Shoe Museum

## روابط خارجية
- كل شيء عن الأحذية: البادوكا